# Asociación Nacional de Mujeres Españolas
La Asociación Nacional de Mujeres Españolas (ANME) fue una asociación sufragista y en pro de los derechos de la mujer en España. Estuvo activa durante el primer tercio del siglo XX, desde 1918 hasta 1936.

## Historia

### Inicios en 1918
La Asociación Nacional de Mujeres Españolas no fue la primera asociación ni la última surgida en Madrid para el logro de los derechos civiles y políticos de las mujeres, pero sí es la de más larga trayectoria. Mantuvo su actividad de modo ininterrumpido hasta 1936, siendo así la asociación formada en el período de entreguerras de más estabilidad y alcance de entre las muchas que se pusieron en marcha. 
Fue fundada por Consuelo González Ramos y María Espinosa de los Monteros en Madrid en noviembre de 1918 para promover los derechos de las mujeres, específicamente el derecho al voto. Elisa Soriano Fisher es considerada también cofundadora de la asociación. Aunque su actividad se centraba en Madrid, captaba socias de cualquier punto de España. La formación era interclasista. En 1919 contribuyó a la formación del Consejo Feminista de España, aunando así la acción de su grupo con otros ya constituidos en Barcelona, Sociedad Progresiva Femenina y La Mujer del Porvenir, y en Valencia, Sociedad Concepción Arenal y Liga para el Progreso de la Mujer.
En sus años iniciales, tanto la ANME como el consejo fueron liderados por la empresaria María Espinosa de los Monteros hasta octubre de 1920, siendo relevada por la hasta entonces vicepresidenta Dolores Velasco. En esa fecha se separaron la dirección de la ANME y el Consejo Feminista de España, pues este quedó bajo la presidencia de Isabel Oyarzábal Smith, vocal de ANME. En su seno nació la Juventud Universitaria Femenina en 1919. 
No contó nunca con el apoyo de partidos políticos ni de jerarquías eclesiásticas, y se mantuvo con las aportaciones mensuales de sus asociadas. Nunca tuvo local propio, y las reuniones se celebraban en las casas de sus dirigentes. Durante un corto tiempo mantuvo local social, compartido con la JUF, en la carrera de San Jerónimo.
La fuente principal para conocer el desarrollo de ANME es la revista Mundo Femenino, que se publicó entre 1921 y 1936, dirigida por la maestra de escuelas públicas Benita Asas Manterola, quien a su vez presidió la ANME desde 1924 a 1932, año en que fue sustituida por la también maestra Julia Peguero Sanz hasta 1936.

### Partido político: Acción Política Feminista Independiente (1934)
La ANME mostró a partir de 1934 el deseo de que el movimiento feminista se articulase como partido político y así fundó Acción Política Feminista Independiente, que intentaría infructuosamente integrarse en el Frente Popular en 1936. Barajó entonces la posibilidad de presentar una candidatura propia, aunque finalmente esto se desechó para no restar votos a la izquierda. 
La ANME se disolvió durante la Guerra Civil.